# Generación de viajes
La generación de viajes es el primero de los cuatro pasos del clásico modelo de “4-pasos” (four-step algorithm) en los modelos de planificación de transporte.  Los otros pasos son distribución de viajes, selección modal y asignación de viajes (o selección de ruta). 

## Principios
En este paso se busca poder transformar los atributos demográficos, económicos y de uso de suelo de cada zona, en viajes generados por ésta. La predicción del total de viajes se hace por zona. Es usual que la autoridad de transporte tenga definidas zonas de análisis de tráfico Cada zona produce o atrae viajes. La producción de viajes está asociada a la cantidad y las características de la población de residentes de la zona, mientras que la atracción de viajes está relacionada con las demás actividades económicas que se realicen en la zona.

## Simplificaciones
La modelización de transporte adopta ciertas simplificaciones. La más importante consiste en agrupar varias unidades funcionales en zonas con características similares. Así, en un modelo de transporte de una ciudad grande puede llegar a haber varios cientos de zonas. Esto contribuye a poder procesar computacionalmente el modelo para un número reducido de zonas. Si no se agregaran características en una zona y, en cambio, se usaran hogares o individuos para la modelización, resultarían varias decenas de miles de orígenes y destinos de viaje, que los hacen, en la práctica, muy costoso de procesar. 

## Desarrollo matemático
El  paso 1 se quiere poder determinar los viajes producidos en cada una de la zonas  P 1 y los viajes atraídos A 1.  En la mayoría de los casos, los modelos de generación de viajes sn de la forma:
{\displaystyle P_{i}=f(z_{1},z_{2},z_{3},...,z_{n}).\ }
{\displaystyle A_{i}=f(z'_{1},z'_{2},z'_{3},...,z'_{n}).\ }
Donde:
P i : número de viajes producidos en la zona “ i“.
A i : número de viajes atraídos en la zona “ i“.
z n : variables que describen la producción de viajes
z’ n :  variables que describen la atracción de viajes.
La forma más común de la generación de viajes es la función lineal de la forma:
{\displaystyle P_{i}=a*z_{1}+b*z_{2}+c*z_{3}+d.\ }
{\displaystyle A_{i}=a*z'_{1}+b*z'_{2}+c*z'_{3}+d.\ }

## Entradas y salidas del modelo
El paso 1 del algoritmo clásico de modelización de transporte se alimenta de:
- Los atributos de cada zona por ejemplo la población y sus características (distribuciones de ingreso, motorización), el número de puestos de trabajo, el área de comercio, el número de puestos de trabajo.
- Información sobre las tasas de generación.

El resultado del paso 1 del algoritmo clásico de modelización de transporte son la cantidad de viajes producidos y atraídos por cada una de las zonas. Esta información a su vez alimentará el paso 2 del algoritmo, el modelo de distribución de viajes.